# ألين ماكنايت
ألين ماكنايت (بالإنجليزية: Allen McKnight)‏ هو لاعب كرة قدم بريطاني في مركز حراسة المرمى، ولد في 27 يناير 1964 في Antrim ‏ في المملكة المتحدة. شارك مع منتخب أيرلندا الشمالية لكرة القدم. أما مع النوادي، فقد لعب مع ستوكبورت كونتي وليسبورن ديستليري ونادي أردريونيانز ونادي ألبيون روفرز ونادي إكزتر سيتي ونادي جنوب الصين ونادي روذرهام يونايتد ونادي سلتيك ونادي والسول ووست هام يونايتد.